# Gurania smithii
Gurania smithii là một loài thực vật có hoa trong họ Cucurbitaceae. Loài này được Standl. mô tả khoa học đầu tiên năm 1937.